# Røjle Klint
Røjle Klint är ett stup i Danmark. Det ligger i Region Syddanmark, i den centrala delen av landet. Røjle Klint ligger 19 meter över havet. Det ligger på ön Fyn.
Närmaste större samhälle är Fredericia, 3,7 km väster om Røjle Klint.